# Anagliptin
Anagliptin (INN; nome commerciale Suiny) è un farmaco per il trattamento del diabete mellito di tipo 2. È approvato per l'uso in Giappone. Appartiene alla classe dei farmaci antidiabetici noti come inibitori della dipeptidil peptidasi-4 o "gliptine".